# 피에르 코르네유
피에르 코르네유(Pierre Corneille 1606년 6월 6일 ~ 1684년 10월 1일)는 프랑스의 비극 작가로, 몰리에르, 장 라신과 함께 17세기 프랑스의 위대한 3대 극작가 중 하나이다. 그는 “프랑스 비극”의 창립자로 불리며, 거의 40년 동안 희곡을 작성하였다.

## 일대기
루앙의 성직자의 집안에서 태어나 신앙심이 깊은 분위기 속에서 자라고 예수회(Society of Jesus)가 경영하는 학교에서 교육을 받았으며 라틴문학, 특히 비극시인 세네카에 심취했다.
후에 에스파냐 연극을 연구하여 그 영향을 강하게 받았다. 수학(修學) 후에는 고향 루앙에서 성직자가 되는 한편 사교계에도 출입, 연애사건이 계기가 되어 쓴 희극 <멜리트>를 1629년에 파리에서 상연, 예상외의 성공을 올렸기에 파리로 진출했다.
1633년, 그는 리슐리외 등 4명의 극시인과 함께 코메디 데 튀를을 형성했으나, 소심한 반면 자유를 갈구하는 성격 때문에 탈퇴하여 루앙에 돌아왔다. 그 후 새 시대의 요구에 부응하여 36년에는 <르 시드>를 발표, 대성공을 거두는 한편, 대논쟁을 일으키기도 했다. <르 시드>는 이 작가의 성공작인 동시에 프랑스 고전극의 기초를 확립시킨 작품이기도 하다.
청년기사 동 로드리그는 아버지가 받은 치욕을 씻기 위해 애인 시메인의 부친 동 고메스 백작을 결투로 쓰러뜨린다. 시메인은 자식된 의무로서 국왕에게 로드리그의 목숨을 살려달라고 호소한다. 이 의무감에 의해 정념을 초극하려는 경향으로서 코르네유의 비극은 의지 비극이라고도 불리며 이는 희비극의 외면적인 갈등 대립을 심리적으로 내면화시켰다는 점에서 획기적이었다. 표현에도 대구(對句)의 명문이 많고 지금도 많이 애송되고 있다.
이 논쟁 이후 잠시 침묵을 지켜왔던 코르네유는 1640년, 로마 기사의 명예를 묘사한 <오라스>, 로마황제의 덕을 칭송하는 <신나>, 그리고 1643년에는 기독교 순교자의 숭고함을 주제로 하는 <풀뤼우크트>, 다음해에는 강렬한 에고이즘의 여자를 주인공으로 하는 <로드귄> 등 많은 명작을 내놓았으며 비극의 거장으로서의 지위를 굳혔다. 이러한 작품은 모두 의지와 정념을 대립시키면서 의지의 승리와 그것에 이르는 인간적인 고뇌를 웅장한 명문과 아름다운 서정을 교차시키며 묘사한 걸작이라 하겠다. 그 이후 희극의 명작 <거짓말쟁이 사내>(1644)를 발표, 몰리에르 이전의 사교계에 고상한 풍속희극을 제공한 공적은 크다고 하겠다.
그는 1647년에 프랑스 아카데미 회원으로 선출되었다. 그러나 <페르타리트>(1652)는 치명적인 실패작이었으며 파리에서 낙향, 한때는 루앙에 은둔하기도 했다. 그 후 당시의 재무상 푸케의 간청이나 아우인 토마 코르네유의 성공등에 자극을 받아 극단에 복귀, <외디프>(1659), <세르트리우스>(1662), <아틸라>(1667), <쉬레나>(1674) 등을 썼다. 이러한 작품은 운문이나 장면에 의해 정적인 미는 있으나 심리상으로나 문체상으로도 율동에 넘치는 라신에게 압도되어 크게 떨치지는 못했다.
그의 동생인 토마 코르네유(Thomas Corneille, 1625-1709)도 극시인이 되어 에스파냐극의 번안에 솜씨를 발휘, 광기 어린 로마네스크극 <티모크라트>(1653)는 당대에 가장 성공한 작품(상연 50회)이 되었으나 문학적으로는 무가치하고 형의 명성만이 남아 있다.

## 작품 목록
- Mélite (1629)
- Clitandre (1630–31)
- la Veuve (1631)
- la Galerie du Palais (1631–32)
- la Place royale (1633–34)
- l'Illusion comique (1636)
- 메데 (Médée 1635)
- 르 시드 (le Cid 1637)
- Horace (1640)
- 신나 (Cinna 1641)
- Polyeucte (1642)
- la Mort de Pompée (1643)
- Le Menteur (1643)
- Rodogune (1644)
- Héraclius (1647)
- Don Sanche d'Aragon (1650)
- Andromède, (1650)
- Nicomède, (1651)
- Pertharite, (1651)
- l'Imitation de Jésus-Christ (1656)
- 오이디푸스 (Oedipe 1659)
- Trois Discours sur le poème dramatique (1660)
- La Toison d'or (1660)
- Sertorius (1662)
- Othon (1664)
- Agésilas (1666)
- 아틸라 (Attila 1667)
- Tite et Bérénice (1670)
- 프쉬케(Psyché 몰리에르와 Philippe Quinault과의 협작, 1671)
- Suréna (1674)

## 추가 문헌
- Guizot, M. Corneille and His Times. London: Kennikat Press, 1972.
- Nelson, Robert J. Corneille: His Heroes and Their Worlds. Philadelphia: University Pennsylvania Press, 1963.
- Yarrow, P.J. Corneille. London: Macmillan & Co., 1963.

## 참조 자료
- 이 문서에는 다음커뮤니케이션(현 카카오)에서 GFDL 또는 CC-SA 라이선스로 배포한 글로벌 세계대백과사전의 내용을 기초로 작성된 글이 포함되어 있습니다.